# Elegie duinejskie

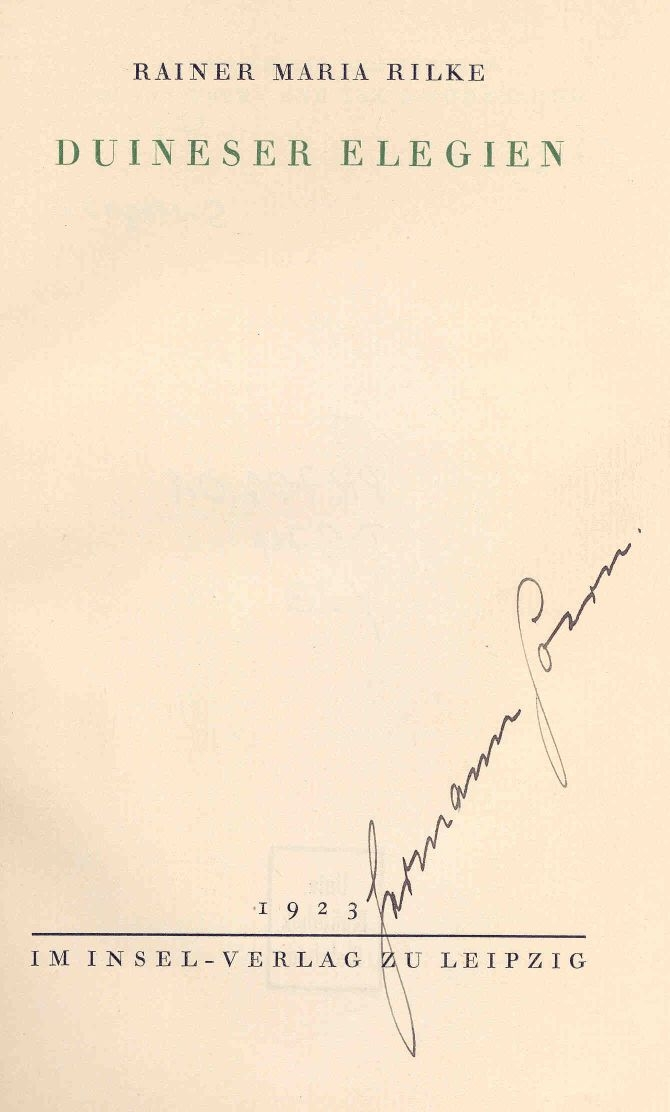
Strona tytułowa pierwszego wydania Elegii duinejskich nakładem Insel Verlag (1923)

Elegie duinejskie (niem. Duineser Elegien)  – zbiór dziesięciu elegii autorstwa Rainera Marii Rilkego (1875-1926). Poeta rozpoczął je pisać w 1912 roku, goszcząc u księżnej Marie von Thurn und Taxis w zamku Duino nad Adriatykiem, ukończył zaś w lutym 1922 roku w Château de Muzot w szwajcarskim kantonie Valais.

## Historia powstania

### Zamek Duino i pierwsze elegie
Po ukończeniu Pamiętników Malte Lauridsa Brigge Rilke popadł w niemoc twórczą. Jesienią 1911 roku księżna Taxis zaprasza poetę do zamku Duino opodal Triestu. Rilke spędził tam kilka samotnych miesięcy. Pewnego dnia podczas spaceru wzdłuż adriatyckiego wybrzeża poeta miał wrażenie, że słyszy wśród szumu wiatru głos wypowiadający początkowe słowa utworu Wer, wenn ich schriee, hörte mich denn aus der Engel Ordnungen? (Któż, gdybym krzyknął, usłyszałby mnie z zastępów  anielskich?), które spiesznie zapisał w notatniku. W ciągu kilku tygodni powstały dwie pierwsze oraz fragmenty kolejnych elegii, m.in. początek elegii dziesiątej.
Trzecią elegię Rilke ukończy tuż przed wybuchem I wojny światowej, w 1913 roku w Paryżu, czwartą w listopadzie 1915 roku w Monachium. Skutki wojennej zawieruchy, zwłaszcza traumatyczne przeżycia związane z wcieleniem do armii austro-węgierskiej, spowodowały u poety nawrót przygnębienia i apatii, które na kilka lat uniemożliwiły mu pisanie.

### Château de Muzot i huragan umysłu i serca
Rilke ukończył cykl Elegii duinejskich w Château de Muzot w lutym 1922 roku „po dniach ogromnego posłuszeństwa natchnieniu".
W 1919 roku Rilke opuszcza na zawsze Niemcy i wyjeżdża do Szwajcarii, gdzie w lipcu 1921 roku wprowadza się do Château de Muzot, trzynastowiecznej wieży zamkowej niedaleko Sierre. Poeta pogrąża się w pracy nad przekładami utworów Paula Valéry.
Poruszony wiadomością o przedwczesnej śmierci córki swoich przyjaciół, Wery Ouckama Knoop, Rilke napisał w przypływie natchnienia Sonety do Orfeusza, które zadedykował Werze jako epitafium. W trakcie pracy nad sonetami poeta powrócił do pozostającego we fragmentach cyklu elegijnego. Między 2 a 23 lutego 1922 roku Rilke doprowadził do końca dzieło Elegii, a także napisał 55 utworów wchodzących w skład obu części Sonetów do Orfeusza.
Rilke uważał oba zbiory za „owoc tych samych narodzin”. Do Baladine Klossowskiej napisał: „To, co mi ciążyło i co mnie najbardziej trwożyło, dokonało się, i to wspaniale, jak sądzę”, a w liście do Lou Andreas-Salomé wyznał: „Teraz odnalazłem się na nowo. Dopóki nie było Elegii, czułem, jakbym miał serce okaleczone. One są. Istnieją”.

## Czas i miejsce powstania
Elegie duinejskie powstawały w kilku fazach. W Duino między styczniem a marcem 1912 roku poeta napisał dwie pierwsze elegie oraz fragmenty kilku pozostałych. Pracę kontynuował w następujących okresach i miejscach:
- styczeń–luty 1913 roku, Ronda: powstaje Elegia szósta (wersy 1-31)
- późna jesień 1913 roku, Paryż: powstają Elegia trzecia, Elegia szósta (wersy 42-44) oraz fragmenty Elegii dziesiątej
- 22-23 listopada 1915 roku, Monachium: powstaje Elegia czwarta
- 7-26 lutego 1922 roku, Muzot: powstają Elegie siódma, ośma, dziewiąta, szósta (wersy 32-41), dziesiąta (od wersu 16) oraz piąta.

## Przekłady na język polski
Na język polski Elegie przekładali między innymi Stefan Napierski, Mieczysław Jastrun, Adam Pomorski oraz Andrzej Lam.

### Wersje tytułu
W pierwszym polskim przekładzie Stefan Napierski posłużył się formą Elegie duinezyjskie, Mieczysław Jastrun oraz Andrzej Lam używają formy Elegie duinejskie, zaś Adam Pomorski Elegie duińskie.

## Wydania
- Pierwodruk: Rainer Maria Rilke Duineser Elegien, Insel Verlag, Leipzig 1923.
- Rainer Maria Rilke Sämtliche Werke I-VI. Hrsg. v. Ernst Zinn, Frankfurt am Main 1955-1966.
- Rainer Maria Rilke Werke. Kommentierte Ausgabe in vier Bänden. Hrsg. v. Manfred Engel u.a., Band 2: Gedichte, Insel Verlag, Frankfurt am Main und Leipzig 1996.